# Mittlere Marzellspitze
De Mittlere Marzellspitze is een 3532 meter (volgens andere bronnen 3530 meter) hoge berg in de Ötztaler Alpen op de grens tussen het Oostenrijkse Tirol en het Italiaanse Zuid-Tirol.
De berg ligt precies tussen de andere twee Marzellspitzen, de Westliche en de Östliche Marzellspitze in. De bergtop wordt tot de Schnalskam gerekend. De berg ligt tussen de Marzellferner in het noorden en het Pfossental in het zuiden. Belangrijk steunpunt voor beklimming van de berg is, zoals voor de omliggende bergtoppen, de Martin-Busch-Hütte.